# Tractat de Seringapatam
El tractat de Seringapatam, també anomenat Srirangapatinam o Srirangapatna, signat el 18 de març de 1792, va posar fi al lodar. Entre els seus signants hi havia Lord Cornwallis en nom de la Companyia Britànica de les Índies Orientals, representants del Nizam de Hyderabad i de l'Imperi Maratha i Tipu Sultan, el governant de Mysore.

## Antecedents
La guerra va esclatar a finals de 1789 quan Tipu Sultan, el governant del Regne de Mysore, va atacar Travancore, un aliat de la Companyia Britànica de les Índies Orientals. Després de poc més de dos anys de combats, les forces de la companyia dirigida per Lord Charles, segon comte Cornwallis, juntament amb forces aliades de l'Imperi Maratha i Hyderabad, van assetjar el febrer de 1792 la capital de Mysore, Seringapatam (també anomenada Srirangapatinam). En lloc d'intentar atacar les obres a un gran cost per a totes les parts, Cornwallis va iniciar negociacions amb Tipu per acabar amb el conflicte. El tractat resultant es va signar el 18 de març.
Cornwallis havia esperat utilitzar el tractat com un ampli acord de pau que, a més de reduir o eliminar l'amenaça de Mysore, evitaria el conflicte entre Hyderabad i els marathes. No obstant això, els maratha s'havien resistit a la inclusió d'aquest idioma.

## Termes

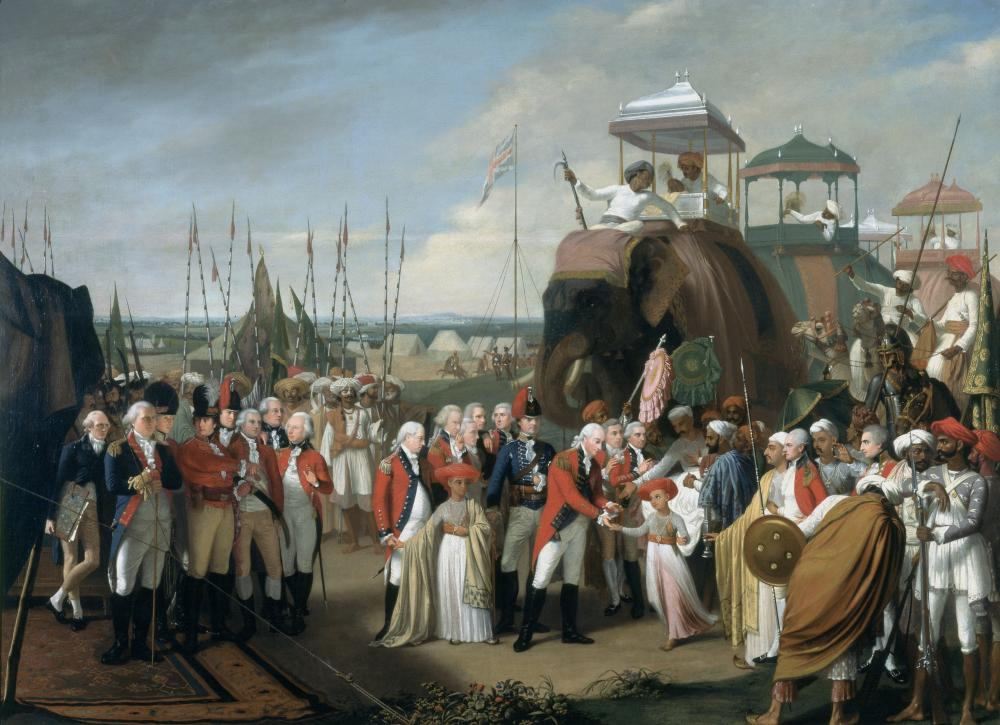
El general Lord Cornwallis va rebre els fills de Tipoo Sultan com a ostatges, per Robert Home, cap al c. 1793

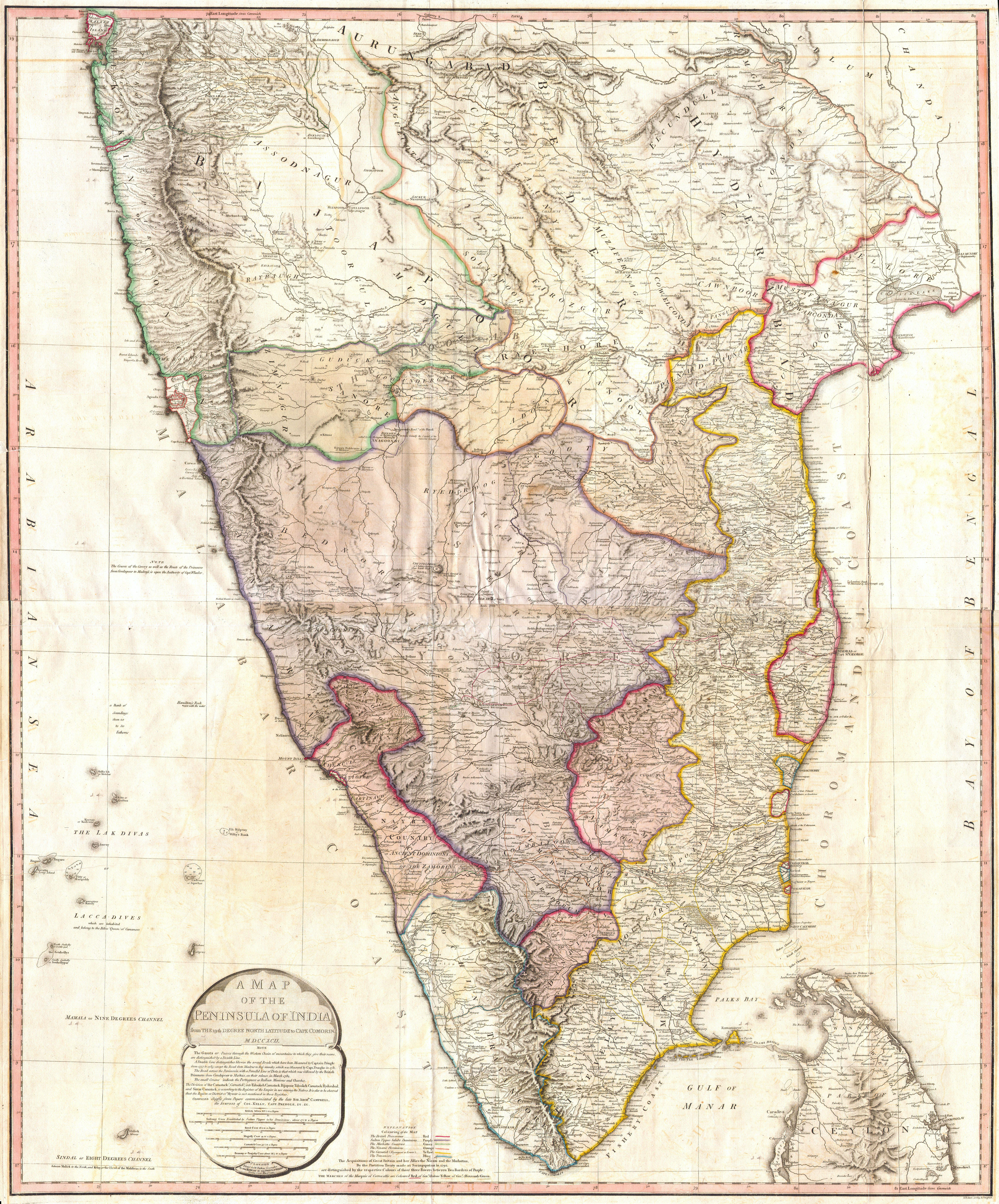
Mapa de 1800 de James Rennell que mostra àrees polítiques amb codis de colors, campanyes militars de la Companyia Britànica de les Índies Orientals i les terres adquirides per la companyia a través del Tractat de Seringapatam

Segons els termes del tractat, Mysore va cedir aproximadament la meitat dels seus territoris als altres signants. Els Peshwa van adquirir territori fins al riu Tungabhadra, al Nizam se li van adjudicar terres des de Krishna fins al riu Penner i els forts de Cuddapah i Gandikota a la riba sud del Penner. La Companyia de les Índies Orientals va rebre una gran part dels territoris de la costa de Malabar , a Mysore, entre el Regne de Travancore i el riu Kali, i els districtes de Baramahal i Dindigul. Mysore va atorgar al rajah de Coorg la seva independència, encara que Coorg es va convertir en una dependència de l'empresa.
Tipu Sultan, incapaç de pagar una indemnització de 330 lakhs de rupies, va haver de lliurar dos dels seus tres fills com a ostatges de la guerra.